# Jacques de Lichtervelde
 (juillet 2011).
Si vous disposez d'ouvrages ou d'articles de référence ou si vous connaissez des sites web de qualité traitant du thème abordé ici, merci de compléter l'article en donnant les références utiles à sa vérifiabilité et en les liant à la section « Notes et références ».
Pour les autres membres de la famille, voir Famille de Lichtervelde.
Jacques (Jacob) de Lichtervelde, chevalier, seigneur de Coolscamp, Ardoye, Assembrouck et Zwevezeele, fut un chambellan des comtes de Flandre et ducs de Bourgogne à la fin du XIVe et au début du XVe siècle. Sa date de naissance n'est pas connue ; il est mort en 1431.

## Biographie
Sans doute un des plus illustres membres de la famille de Lichtervelde, il fut un important conseiller de trois ducs de Bourgogne: Philippe le Hardi, Jean sans Peur et Philippe le Bon.
Parmi ses titres, il fut successivement :
- bailli de Courtrai (1391-1395) ;
- écoutète et chatelain d'Anvers (1395-1397) ;
- souverain-bailli de Flandre (1397-1404)[1],
- conseiller d'Antoine de Bourgogne, duc de Brabant (1404-1408) ;
- conseiller noble résidant au conseil de Flandre (1409-1421) ;
- ambassadeur du duc en Angleterre (1416) pour la négociation des trêves marchandes.

Il fut conseiller de la duchesse régente Michelle, et après la mort de celle-ci, lui-même l'un des régents de Flandre (1420-1425).
Il mourut le 31 mars 1431 et est enterré dans l'église Saint-Martin de Koolskamp, le village où il vécut, sous un gisant gothique en pierre de Tournai.
Son caveau porte l'inscription Die van Lichtervelde, Heeren van Coolscamp « Ceux de Lichtervelde, seigneurs de Coolscamp », alors que sa pierre tombale porte l'inscription Ridder die starf in't jaer 1431, den letsten dagh van Maerte « Chevalier qui mourut en 1431, le dernier jour de mars ».